# Гальперін Аркадій Борисович
Аркадій Борисович Гальперін (рос. Аркадий Борисович Гальперин / івр. ארקדי בוריסוביץ' הלפרין; нар. 21 травня 1992, Москва, Росія) — російський та ізраїльський футболіст, півзахисник.

## Життєпис
Народився 21 липня 1995 року в Москві. Розпочинав кар'єру в дитячій команді «Хімок», звідки переїхав до «Москва»|Москви]], а у віці 18 років приєднався до «Депортіво» (Ла-Корунья). Після року, проведеного в Іспанії, повернувся до Росії й підписав контракт з «Хімками». Побував на перегляді у французькому клубі, «Олімпік» (Марсель), але безуспішно. Професіональну кар'єру розпочав у молдовському клубі «Академія УТМ», з яким підписав контракт у листопаді 2013 року. Дебютував у чемпіонаті Молдови 8 листопада 2013 року у матчі проти «Веріса» (0:3). Влітку 2015 року підписав контракт з представникому Прем'єр-ліги КФС «ТСК-Таврія». З 1 січня 2017 року став гравцем азербайджанського АЗАЛу, у складі якого провів 12 матчів. За підсумками сезону команда посіла останнє місце у чемпіонаті.
Єврейське коріння Аркадія викликав інтерес у декількох ізраїльських клубів, зокрема від «Маккабі» (Хайфа), а в січня 2012 року навіть вів переговори «Маккабі» (Петах-Тіква), У чемпіонаті Ізраїлю Гальперін не вважався би легіонером, згідно з Законом про повернення. Проте змушений був повернутися до Росії. Влітку 2017 року емігрував й підписав контракт з «Хапоель» (Назрат-Іліт) з Національної ліги. 28 серпня 2017 року дебютував у команді в програному (0:1) поєдинку проти «Хапоеля» (Рамат -ха-Шарон). Приблизно через місяць після підписання Гальперін підписав контракт з «Маккабі Іроні» (Кір'ят-Ата) з Ліги Алеф. 26 вересня 2017 року відзначився першим голом в Ізраїлі в пнічийному (1:1) поєдинку проти «Хапоель» (Асі-Гільбоа).
У вересні 2019 року підписав контракт з «Шевардені-1906».

## Статистика виступів

### Клубна кар'єра
| Клубні виступи    | Клубні виступи    | Клубні виступи    | Ліга      | Ліга      | Кубок       | Кубок       | Кубок ліги | Кубок ліги | Континентальні | Континентальні | Загалом | Загалом |
| Сезон             | Клуб              | Ліга              | Матчі     | Голи      | Матчі       | Голи        | Матчі      | Голи       | Матчі          | Голи           | Матчі   | Голи    |
| Росія             | Росія             | Росія             | Чемпіонат | Чемпіонат | Кубок Росії | Кубок Росії | Кубок ліги | Кубок ліги | Єврокубки      | Єврокубки      | Загалом | Загалом |
| ----------------- | ----------------- | ----------------- | --------- | --------- | ----------- | ----------- | ---------- | ---------- | -------------- | -------------- | ------- | ------- |
| 2009              | «Хімки U-21»      | Перший дивізіон   | 26        | 1         | 0           | 0           | 0          | 0          | 0              | 0              | 26      | 1       |
| Усього за кар'єру | Усього за кар'єру | Усього за кар'єру | 26        | 1         | 0           | 0           | 0          | 0          | 0              | 0              | 26      | 1       |